# Tunísia nos Jogos Olímpicos de Verão de 2012
A Tunísia competiu nos Jogos Olímpicos de Verão de 2012, que aconteceram na cidade de Londres, no Reino Unido, de 27 de julho até 12 de agosto de 2012.

## Desempenho

### Halterofilismo
Masculino
| Atleta         | Evento | Arranque (kg) | Arremesso (kg) | Total (kg) | Posição |
| -------------- | ------ | ------------- | -------------- | ---------- | ------- |
| Wang Shin-Yuan | -56kg  | 132,0         | DNF            | DNF        | DNF     |

Feminino
| Atleta        | Evento | Arranque (kg) | Arremesso (kg) | Total (kg) | Posição |
| ------------- | ------ | ------------- | -------------- | ---------- | ------- |
| Ghada Hassine | -69kg  | 102,0         | 120,0          | 222,0      | 10º     |

### Natação
Masculino
| Atletas     | Evento       | Eliminatórias | Eliminatórias | Semifinal | Semifinal | Final       | Final       |
| Atletas     | Evento       | Tempo         | Posição       | Tempo     | Posição   | Tempo       | Posição     |
| ----------- | ------------ | ------------- | ------------- | --------- | --------- | ----------- | ----------- |
| Taki Mrabet | 400 m medley | DSQ           | DSQ           |           |           | Não avançou | Não avançou |

Feminino
| Atletas      | Evento      | Eliminatórias | Eliminatórias | Semifinal   | Semifinal   | Final       | Final       |
| Atletas      | Evento      | Tempo         | Posição       | Tempo       | Posição     | Tempo       | Posição     |
| ------------ | ----------- | ------------- | ------------- | ----------- | ----------- | ----------- | ----------- |
| Sarra Lajnef | 200 m peito | 2min31s15     | 31º           | Não avançou | Não avançou | Não avançou | Não avançou |

### Remo
Masculino
| Equipe      | Evento        | Eliminatórias | Eliminatórias | Repescagem | Repescagem | Quartas | Quartas | Semifinal | Semifinal | Final   | Final                |
| Equipe      | Evento        | Tempo         | Posição       | Tempo      | Posição    | Tempo   | Posição | Tempo     | Posição   | Tempo   | Posição (Pos. final) |
| ----------- | ------------- | ------------- | ------------- | ---------- | ---------- | ------- | ------- | --------- | --------- | ------- | -------------------- |
| Aymen Mejri | Skiff simples | 7m21s64       | 5º R          | 7m11s94    | 4º S E/F   | BYE     | BYE     | 7m58s48   | 5º FF     | 7m33s62 | 1º (31º)             |